# مارينوس فالنتيين
مارينوس فالنتيين (بالهولندية: Marinus Valentijn)‏ كان دراج هولندي.

## سجل النتائج

### سباقات أو مراحل فاز بها
- بطولة العالم لسباق الدراجات على الطريق

## الميداليات
| الميدالية | المسابقة                                    |
| --------- | ------------------------------------------- |
| برونزية   | بطولة العالم لسباق الدراجات على الطريق 1933 |

## روابط خارجية
- مارينوس فالنتيين على موقع أرشيف الدراجات (الإنجليزية)
- مارينوس فالنتيين على موقع إحصائيات الدراجات الإحترافية (الإنجليزية)
- مارينوس فالنتيين على موقع CycleBase (الإنجليزية)